# Олімпія (Савинці)
ФК «Олімпія» — аматорський футбольний клуб з села Савинці Миргородського району Полтавської області. Команда бере участь в Чемпіонаті України серед аматорів, Кубку України серед аматорів, а також чемпіонаті та кубку Полтавської області.

## Історія клубу
Футбольна команда в с. Савинці Миргородського району була створена в 1976 році на базі колгоспу «Більшовик», який очолювала Галина Яремко. Через відсутність власного футбольного поля, яке б відповідало стандартам для проведення змагань місцевого рівня, колектив проводив поєдинки в сусідньому селі — Зеленому Куті. «Олімпія» кілька років поспіль вигравала першість Миргородського району, ставала призером обласних турнірів серед сільських колективів фізкультури. У 1985 році ця футбольна дружина на цілу чверть століття припинила своє існування.
У 2011 році керівник господарства ТОВ «Савинці» Тетяна Ситник відновила футбольний колектив.
У першості району 2011 року «Олімпія» за підсумками першого кола посіла 8 місце. Це не влаштовувало президента клубу, а тому на посаду головного тренера команди було запрошено відомого в Полтавській області Володимира Афанасієвича. Після ретельної селекційної роботи і чотирнадцяти днів навчально-тренувального збору «Олімпія» здобула 10 перемог поспіль, програвши заключний матч майбутньому чемпіону района. Колектив у підсумку посів 4 місце серед 12 учасників.
У наступному 2012 році «Олімпія» впевнено виграла першість Миргородського району. Також команда виграла «срібло» чемпіонату України серед сільських команд. У фіналі футболісти поступилися з рахунком 1:2 нікопольському «Колосу».
Після тривалої перерви «Олімпія» в 2013 році взяла участь в чемпіонаті Полтавської області серед команд вищої ліги та посіла в ньому 4 місце. Цього ж року команда стала чемпіоном України серед сільських команд, а потім і володарем Кубка ЦР ВФСТ «Колос», взявши верх у фінальних поєдинках над «Колосом» (Софіївка, Дніпропетровська область) з рахунком 2:0 та 2:1 відповідно.
ФК «Олімпія» — дворазовий чемпіон відкритої першості міста Лубни з мініфутболу, срібний призер чемпіонату ЦР ВФСТ «Колос» з футзалу 2013 року: у фінальній грі, яка проходила в Переяславі-Хмельницькому, команда поступилася ФК «Титан» з Покровського Дніпропетровської області з рахунком 2:3.
У 2014 році команда дійшла до фіналу Кубка Полтавської області, в якому переграла ФК «Нове Життя» (Андріївка) з рахунком 2:1.
У 2015 році ФК «Олімпія» виграла Кубок Полтавської області та посіла третє місце в Чемпіонаті області.

## Досягнення
Чемпіонат України серед аматорів:

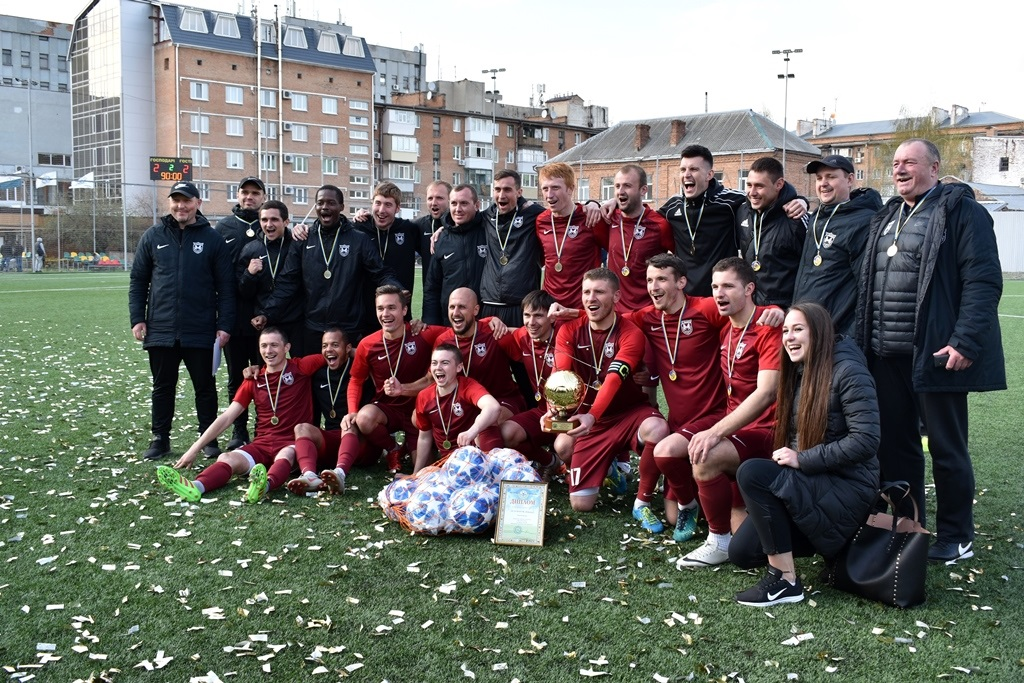
«Олімпія» — переможець турніру «Весна-2019»

 Бронзовий призер (2): 2022/23, 2023/24
Кубок України серед аматорів:
 Володар: 2019/20
 Фіналіст (2): 2020/21, 2022/23
Чемпіонат Полтавської області:
 Переможець (6): 2016, 2017, 2018, 2019, 2020, 2023
 Срібний призер: 2022
 Бронзовий призер: 2015
Кубок Полтавської області:
 Володар (9): 2014, 2015, 2016, 2017, 2018, 2020, 2022, 2023, 2024

 Фіналіст: 2019
Суперкубок Полтавської області:
 Володар (3): 2019, 2022, 2023
Чемпіонат України серед сільських команд:
 Переможець: 2013
 Срібний призер: 2012
Чемпіонат Миргородського району:
 Переможець: 2012
Меморіал Олега Макарова:
 Фіналіст: 2020
Кубок Єдності:
 Володар: 2021

## Статистика виступів
| Сезон   | Етап    | Місце      | Ігри | В  | Н | П | РМ    | Очки |
| ------- | ------- | ---------- | ---- | -- | - | - | ----- | ---- |
| 2020/21 | Група 2 | 3 з 11     | 20   | 14 | 1 | 5 | 48−15 | 43   |
| 2020/21 | Плей-оф | 1/4 фіналу | 2    | 0  | 1 | 1 | 0−2   | 1    |
| 2021/22 | Група 2 | 3 з 10     | 9    | 7  | 0 | 2 | 21−7  | 21   |
| 2022/23 | Група 2 | 4 з 8      | 14   | 6  | 4 | 4 | 24−14 | 22   |
| 2022/23 | Плей-оф | 1/2 фіналу | 4    | 1  | 0 | 3 | 5−9   | 3    |
| 2023/24 | Група 2 | 1 з 9      | 16   | 11 | 2 | 3 | 33−13 | 35   |
| 2023/24 | Плей-оф | 1/2 фіналу | 4    | 2  | 0 | 2 | 6−6   | 6    |
| 2024/25 | Група 2 | 5 з 10     | 18   | 10 | 4 | 4 | 34−18 | 34   |

| Сезон   | Етап        | Ігри | В | Н | П | РМ    | Очки |
| ------- | ----------- | ---- | - | - | - | ----- | ---- |
| 2015    | 1/16 фіналу | 2    | 0 | 0 | 2 | 2−6   | 0    |
| 2017/18 | 1/16 фіналу | 4    | 1 | 2 | 1 | 4−4   | 5    |
| 2018/19 | 1/8 фіналу  | 4    | 1 | 1 | 2 | 4−5   | 4    |
| 2019/20 | Володар     | 10   | 8 | 1 | 1 | 18−6  | 25   |
| 2020/21 | Фіналіст    | 8    | 3 | 3 | 2 | 11−13 | 12   |
| 2021/22 | 1/2 фіналу  | 4    | 3 | 1 | 0 | 10−1  | 10   |
| 2022/23 | Фіналіст    | 8    | 2 | 4 | 2 | 8−4   | 10   |
| 2023/24 | 1/2 фіналу  | 6    | 3 | 1 | 2 | 8−5   | 10   |
| 2024/25 | 1/8 фіналу  | 2    | 0 | 1 | 1 | 4−5   | 1    |

| Сезон   | Етап         | Ігри | В | Н | П | РМ  | Очки |
| ------- | ------------ | ---- | - | - | - | --- | ---- |
| 2020/21 | 1/64 фіналу  | 1    | 0 | 0 | 1 | 1−2 | 0    |
| 2021/22 | 1/64 фіналу  | 2    | 1 | 0 | 1 | 6−1 | 3    |
| 2023/24 | 1/128 фіналу | 1    | 0 | 0 | 1 | 0−1 | 0    |
| 2024/25 | 1/16 фіналу  | 3    | 2 | 0 | 1 | 7−6 | 6    |

## Керівництво, тренерський штаб і персонал
Станом на 8 січня 2023 року
| Посада            | Ім'я               |
| ----------------- | ------------------ |
| Президент         | Тетяна Ситник      |
| Начальник команди | Дмитро Галицький   |
| Головний тренер   | Олександр Безуглий |
| Тренер            | Євген Макаренко    |
| Адміністратор     | Сергій Носенко     |
| Лікар             | Анатолій Мачуга    |